# Magistralinis kelias A12
La Magistralinis kelias A12 è una strada maestra della Lituania. Fa parte di un sistema stradale più ampio che collega Riga a Kaliningrad (strada europea E77). L’autostrada attraversa Joniškis, Šiauliai e Tauragė. La lunghezza della strada è di 186,09 km.

## Descrizione

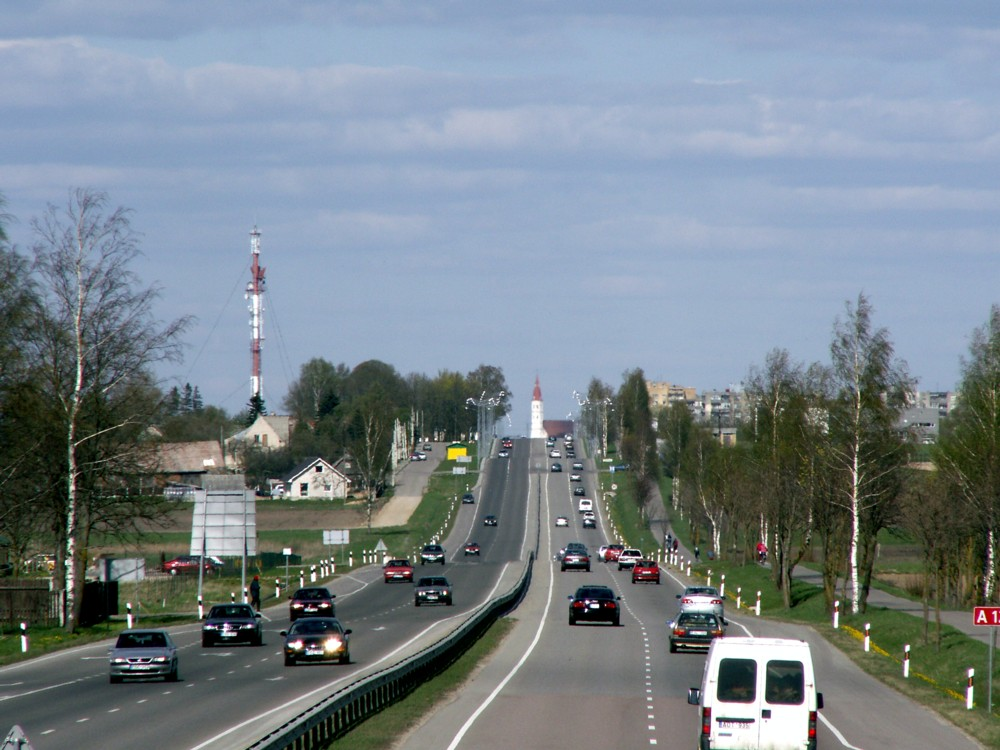
La sezione a due corsie per senso di marcia poco prima di Šiauliai

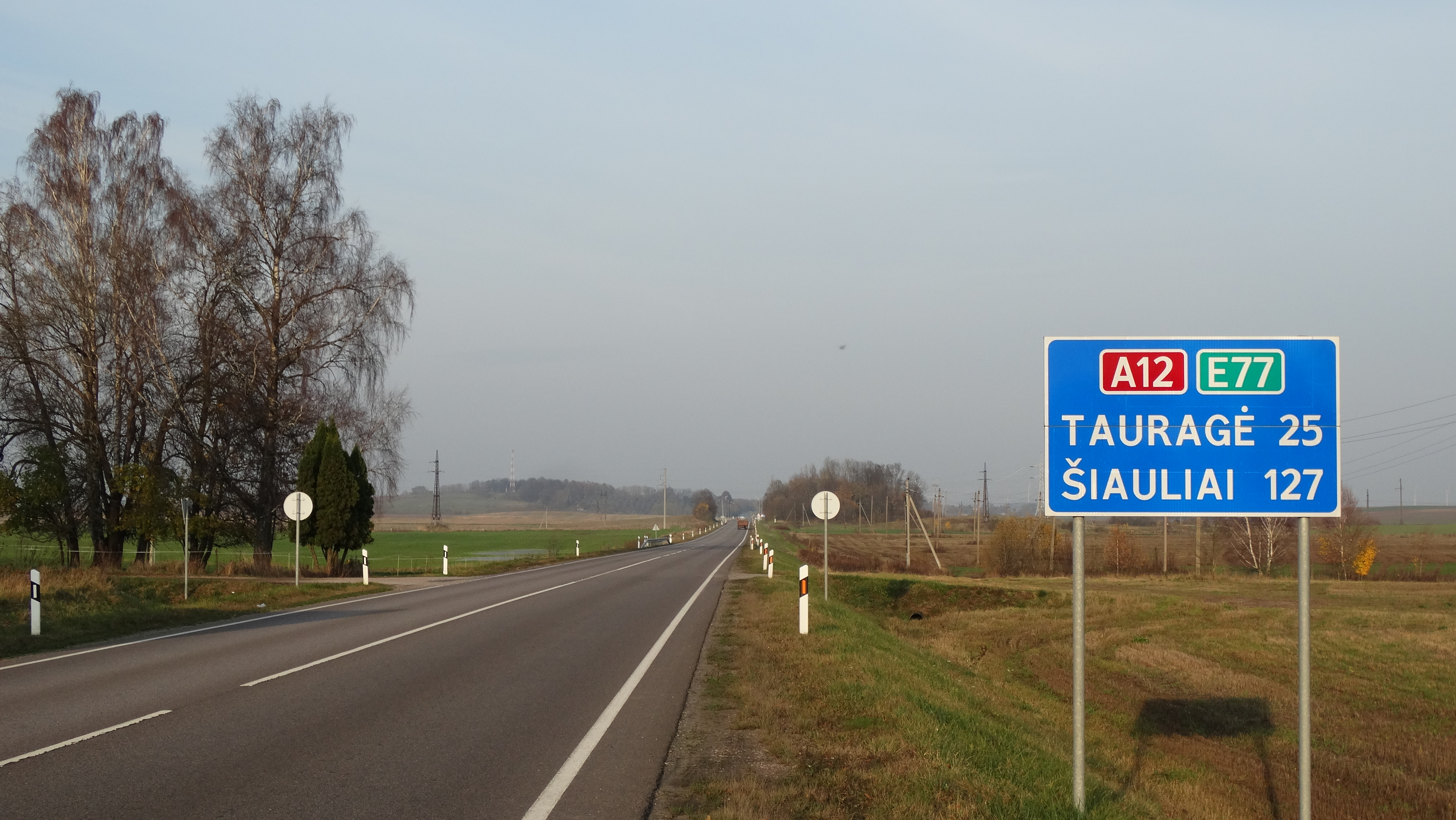
La A12 poco dopo del confine russo con l’Oblast' di Kaliningrad in direzione Tauragė

Il limite di velocità è generalmente di 90 km/h. Un breve tratto (circa 10 km) è a due corsie per senso di marcia a sud di Šiauliai. Vi è un altro nome con cui questa strada è nota, ovvero Via Hanzeatica, perché tale arteria ha costituito uno snodo assai importante fra le varie città della Lega anseatica.